# Papuagrion occipitale
Papuagrion occipitale là một loài chuồn chuồn kim trong họ Coenagrionidae.
Papuagrion occipitale được Selys miêu tả khoa học năm 1877.